# ST-506
ST-506 は、1980年にシーゲイト・テクノロジーによって開発されたパーソナルコンピュータ用のハードディスクの型番である。
しかし、現在ではこのハードディスクに実装されたインタフェースと制御方式の事を指す事が多い。

## 製品としてのST-506
5.25インチフルハイト（現在のCD-ROMドライブ等の5.25インチ機器を縦に2台積み重ねた厚さ）で、フォーマット後、5Mバイトの容量を持つ。このドライブのプラッタを2枚にし、10Mバイトの容量を持つST412と言うドライブも後に生産された。
双方とも、フロッピーディスクで用いられていたMFM変調を用いて記録を行っていたが、後にRLL方式に変更し、容量、転送速度共々50%程度増大させた。

## インタフェースとしてのST-506
ST-506は、S-100バスのコントローラカードを使用することにより、4台まで接続する事ができた。各ドライブは34pinの制御線と20pinのデータ線の2本で接続する。制御信号、データ信号共々5MHzで駆動され、最大625Kバイト/秒のデータ転送速度を発揮できた。
「このデータをnセクタに書き込め」と言うようなコマンドを発行すれば良い、最近のインテリジェントなドライブと異なり、ST-506では全ての制御をコントローラが行い、34pinの制御線を介してヘッドをシークし、20pinのデータ線（実際には書き込み用に1本、読み込み用に1本しか使用していない）を介してデータを書き込むと言う、FDC以下の原始的な方法を用いていた。
発売時点ではこの方式でも全く問題は無かったが、後年、データ転送時のバンド幅不足が問題化し、ESDIが開発された。
多くのHDD製造メーカがこのインタフェースを採用したドライブを生産し、1980年代には広く使用され、IBMが1981年に発売したIBM PCにもこのドライブは搭載されていた（もちろんS-100バスではなくXTバスのインタフェースを新規に起こしている）。
もっとも、ドライブの制御があまりにも原始的かつ複雑であったため、後に、SASIやSCSIやIDEといった抽象化を押しすすめたインテリジェントな規格が開発された。

## 部品としてのST-506
初期のSCSIやIDE、SASIのHDDは全てST-506形式のハードディスクに変換基板を搭載した物であった。これは、シングルチップのSCSIやATAのコントローラがアダプテックやウェスタン・デジタル、Emulex/Qlogic等から供給された1990年代初期まで続いた。
PC-9800シリーズで採用されていた純正のSASIのHDDも同じ構造で、インタフェースボードは、純粋なSASIであるが、外付けハードディスクユニット内にSASI→ST-506変換ボードを搭載する構造になっていた。尚、増設用のHDDがわざわざ別にラインナップされていたのは、1台目から出ている信号線がST-506準拠のもので、2台目には変換ボードが実装されていなかった為である。